# L'Œil
L'Oeil es una revista mensual francesa sobre la actualidad artística. Fue creada en 1955 por Rosamond Bernier. Desde esta fecha, la revista ha sido una de las más importantes revistas artísticas en Europa.